# Tiosulfinat

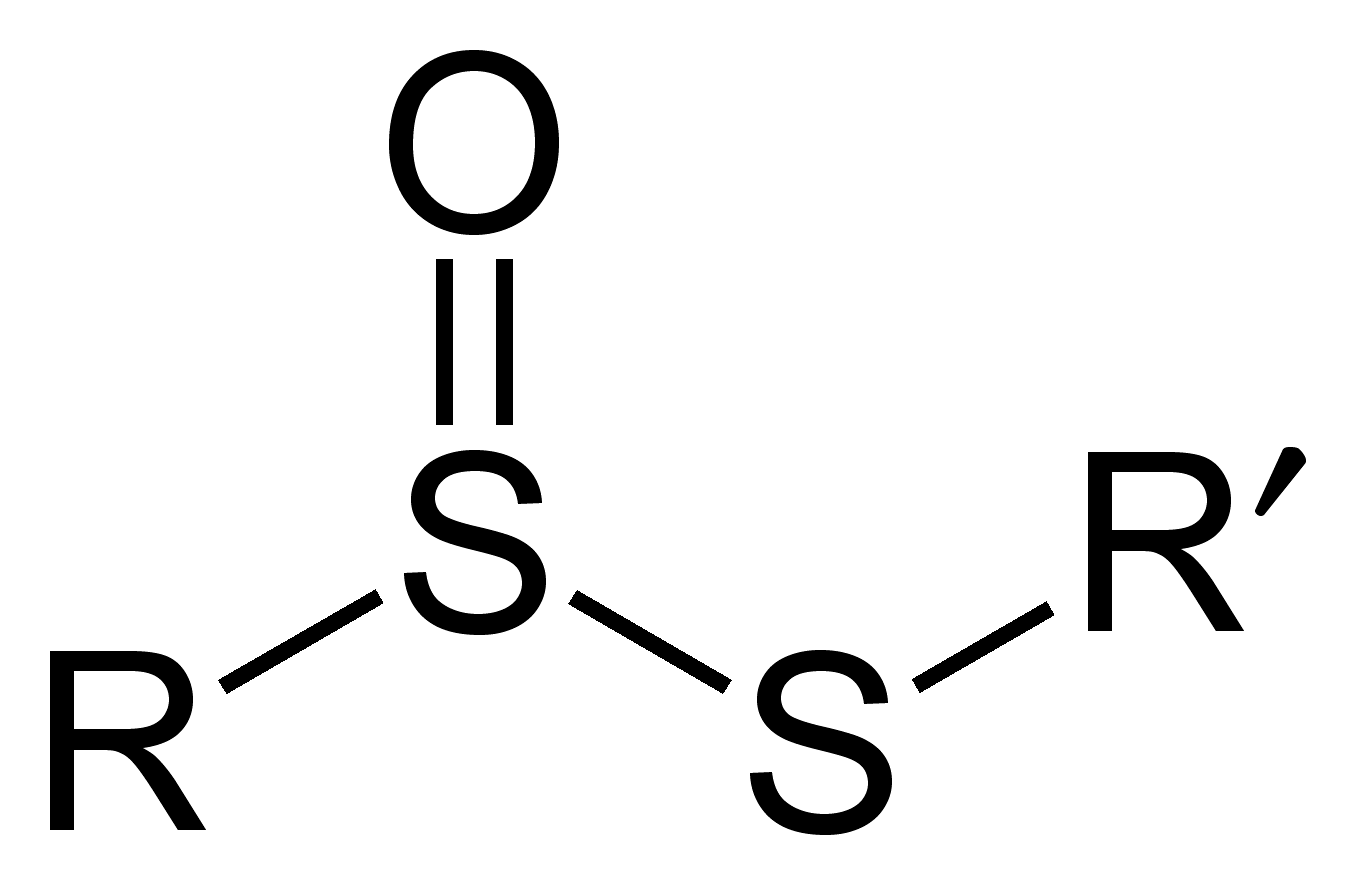
Estructura general d'un tiosulfinat

Un tiosulfinat en química organosulfurada és un grup funcional que consta de l'estructura R-S(O)-S-R (R són substituents orgànics). Altres membres de la seva família que contenen un enllaç disulfur oxidat, són els tiosulfonats. El grup tiosulfinat es pot presentar amb estructura cíclica i també en l'acíclica.

## Presentació
Una gran varietat de tiosulfinats cíclics i acíclics es troben en les plantes o es formen quan aquestes plantes es tallen o trituren. Un de ben conegut és l'al·licina, CH₂=CHCH₂S(O)SCH₂CH=CH₂, que és un dels ingredients actius de l'all quan es trenca. Les espècies dels gèneres Allium i Brassica presenten tiosulfinats.

## Propietats
L'allicina i tiosulfinats relacionats mostren activitat antioxidant associades amb la formació d'àcid sulfènic Els tiosulfinats acíclics dels gèneres Allium i Brassica tenen activitats antimicrobianes, antiparàsites, antitumorals i inhibidora de la proteasa se la cistïna.